# (29484) Honzaveselý
(29484) Honzaveselý, désignation internationale (29484) Honzavesely, est un astéroïde de la ceinture principale.

## Description
(29484) Honzavesely est un astéroïde de la ceinture principale. Il fut découvert le 9 novembre 1997 à l'Observatoire d'Ondřejov par Lenka Šarounová. Il présente une orbite caractérisée par un demi-grand axe de 2,56 UA, une excentricité de 0,11 et une inclinaison de 4,4° par rapport à l'écliptique.

## Compléments